# Várad
Várad là một thị trấn thuộc hạt Baranya, Hungary. Thị trấn này có diện tích 7,93 km², dân số năm 2010 là 117 người, mật độ 15 người/km².